# Chakwal
Chakwal (en ourdou : چکوال) est une ville pakistanaise et capitale du district de Chakwal dans la province du Pendjab.

## Démographie
La population de la ville a été multipliée par près de cinq entre 1972 et 2017, passant de 29 143 habitants à 138 146. Entre 1998 et 2017, la croissance annuelle moyenne s'affiche à 2,9 %, supérieure à la moyenne nationale de 2,4 %. En 2023, la population de la ville monte à 218 356 habitants.
La ville est essentiellement pendjabie, puisque près de 81 % des habitants en parlent la langue, tandis qu'on y trouve une importante minorité de Pachtounes (12 %) et environ 6 % des habitants ont l'ourdou pour langue maternelle.
Essentiellement musulmane, la ville inclut une petite minorité chrétienne, comptant plus de 3 000 fidèles, presque 1 % des habitants de la ville.
Le taux d'alphabétisation de la ville s'élève à 80 % en 2023 (contre une moyenne nationale de 61 %), dont 84 % pour les hommes et 76 % pour les femmes.
|            | 1972 (rec.) | 1981 (rec.) | 1998 (rec.) | 2017 (rec.) | 2023 (rec.) |
| ---------- | ----------- | ----------- | ----------- | ----------- | ----------- |
| Population | 29 143      | 43 670      | 80 508      | 138 146     | 218 356     |